# Prionotus miles
Prionotus miles är en fiskart som beskrevs av Jenyns, 1840. Prionotus miles ingår i släktet Prionotus och familjen knotfiskar. IUCN kategoriserar arten globalt som sårbar. Inga underarter finns listade i Catalogue of Life.